# Batalla de Sorauren
Batalla de Sorauren es la denominación global que se da a dos enfrentamientos distintos producidos en torno a Sorauren, en las cercanías de Pamplona, los días 28 y 30 de julio de 1813. Las fuerzas aliadas del combinado británico, portugués y español, al mando del duque de Wellington, detuvieron a las fuerzas francesas del mariscal Soult que intentaban socorrer a la guarnición francesa asediada en Pamplona, y las hicieron replegarse a territorio francés.

## Antecedentes
Tras la batalla de Vitoria (21 de junio de 1813), los derrotados ejércitos franceses al mando del rey José Bonaparte pasaron la frontera y se replegaron a Francia, acantonándose en torno a la ciudad de Bayona. En su repliegue dejaron guarniciones en las plazas fuertes de Santoña, San Sebastián y Pamplona, que fueron inmediatamente sometidas a asedio por las fuerzas aliadas. 
El rey José abandona España definitivamente y Napoleón, desde la ciudad alemana de Dresde, ordena una reorganización de las fuerzas francesas procedentes de España: ya no habrá cuatro ejércitos distintos, sino uno solo, del que el mariscal Soult será el jefe. Tras una rápida y somera reorganización y equipamiento, Soult organiza el nuevo ejército en nueve divisiones de infantería, dos de caballería y una reserva de cinco brigadas. En total, y sin tener en cuenta las fuerzas acantonadas en las plazas fuertes y en la reserva de Bayona, casi 85.000 tropas operativas.

### La ofensiva de los Pirineos
A mediados de julio de 1813, el ejército de Soult invade de nuevo España cruzando los Pirineos, pero no por la frontera natural del río Bidasoa y la calzada entre Irún y Bayona, sino, pese a las dificultades orográficas, por distintos pasos montañosos en torno al puerto de Roncesvalles. El descenso desde este puerto desemboca en la llanura que rodea a la plaza fuerte de Pamplona, cuyo asedio pretende levantar. Comienza así una ofensiva militar que durará diez días y que conllevará tres principales enfrentamientos: 
- el 25 de julio, la batalla de Roncesvalles junto con la acción del paso de Maya, que ganaron los franceses;

- del 26 al 28 de julio, la primera batalla de Sorauren, ganada por los aliados; y

- el 30 de julio, la segunda batalla de Sorauren junto con la acción de Beunza, ganada de nuevo por los aliados y que provoca la retirada del ejército francés más allá de la frontera, completada hacia el 3 de agosto.

### Roncesvalles y Maya
En la jornada del 25 de julio, las fuerzas francesas lograron forzar los pasos de los Pirineos. Se presentaron en dos columnas, al mando de los generales Clauzel y Reille, frente al paso de Roncesvalles, y una tercera columna más al oeste, al mando del general Drouet d’Erlon, en el paso de Maya, en el valle del Baztán. 
En Roncesvalles las fuerzas aliadas, muy inferiores en número, lograron retener a las francesas con fuertes bajas durante el día, pero escaparon durante la noche descendiendo hacia Pamplona, perseguidas con poca decisión por las fuerzas francesas, que tardaban en avanzar por las dificultades del terreno. Paralelamente en el valle del Baztán, la columna de Drouet d’Erlon sorprendió a los centinelas de las divisiones del general inglés Hill y las fuerzas portuguesas del general Silveira, y forzaron el paso de Maya. Las fuerzas anglo-portuguesas recuperaron después las posiciones perdidas en torno a Maya, pero el general Hill, enterado de lo ocurrido en Roncesvalles, mandó a su contingente que se replegara a Irurita, donde se hicieron fuertes.

## Primera batalla de Sorauren

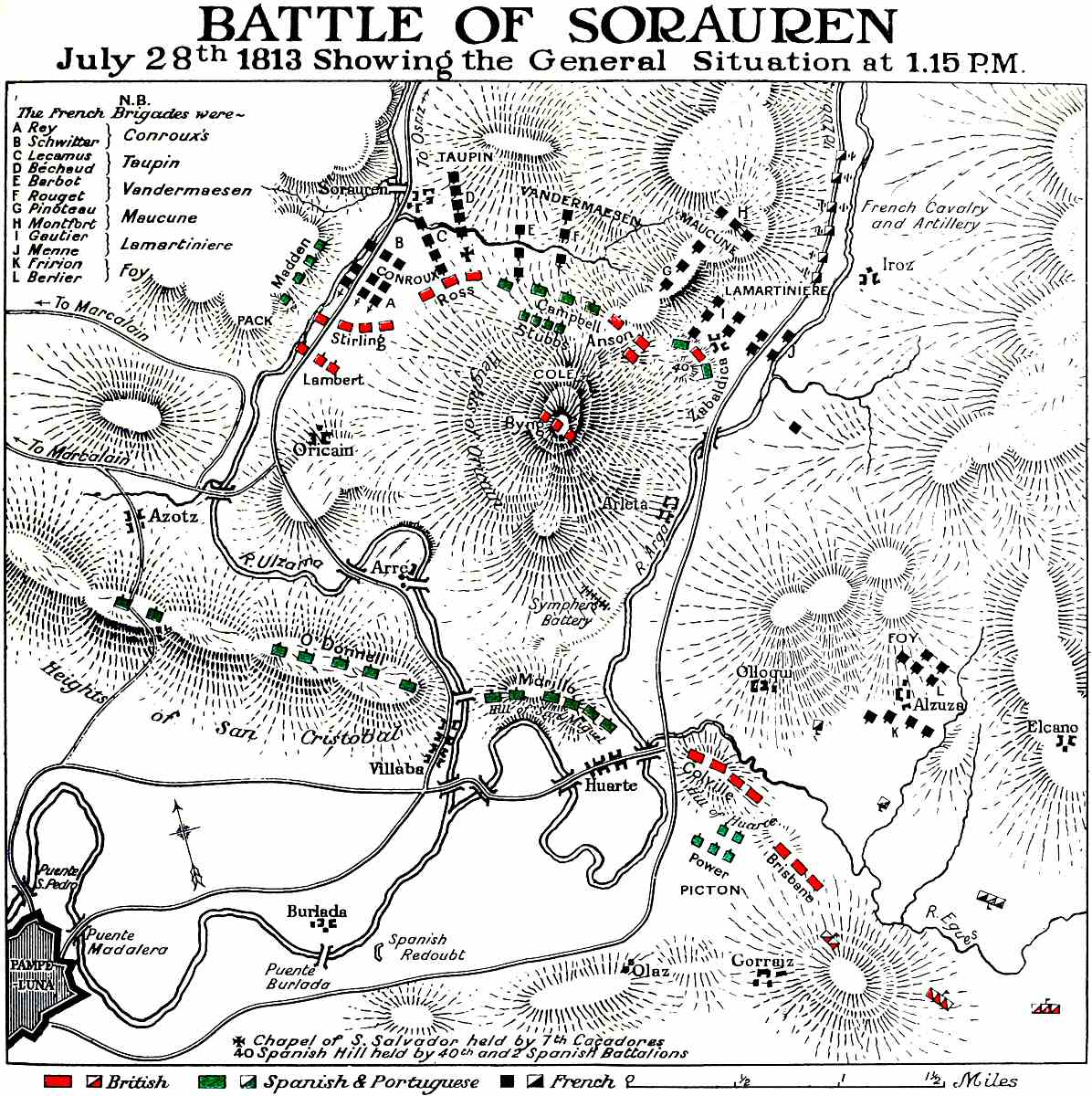
Primera batalla de Sorauren, en las colinas cercanas a Pamplona, el 28 de julio de 1813.

A la mañana siguiente, Wellington, ocupado en el sitio de San Sebastián, viaja a toda velocidad hacia el Pirineo navarro para concentrar y organizar sus tropas, reclamando la presencia de la 6.ª división inglesa, que se encontraba distante, en el río Bidasoa. El frente contra las columnas francesas descendida de Roncesvalles se estabilizó en las cercanías de Pamplona, entre los valles de los ríos Arga y Ulzama, a la altura de las localidades de Sorauren al oeste y de Huarte al este. 
Durante este día 26 apenas hubo algunas escaramuzas, pero el 27 por la tarde las principales columnas francesas que entraron por el este, unos 37 000 hombres, se prepararon para atacar Sorauren. Las fuerzas aliadas, todavía inferiores en número aunque esperaban la incorporación de refuerzos, se desplegaron a lo largo de una cresta montañosa que dominaba el pueblo de Sorauren, muy en particular en torno a la ermita de San Salvador. Esta cresta se prolongaba hacia el este por el alto de Oricáin, más allá del cual, junto a Zabaldica, se situaron los regimientos 40.º inglés y Príncipe y Pravia españoles, que tuvieron una destacada actuación rechazando a la bayoneta una acometida francesa. A lo largo de la cresta, un barranco separaba a las tropas aliadas de las tropas francesas situadas al norte. Wellesley se dejó ver en solitario recorriendo esta cresta frente a las tropas británicas y portuguesas que lo vitoreaban. Soult, que no tenía aún desplegadas todas sus tropas, pospuso el ataque hasta la mañana siguiente.
Wellington había pedido a las fuerzas españolas que asediaban Pamplona algunas de sus unidades para reforzar su retarguadia, aprovechando que acababan de llegar refuerzos españoles al mando del conde de España. En consecuencia, el jefe de las fuerzas de asedio —general Enrique O’Donnell, conde del Abisbal— destacó varios regimientos hacia las colinas de Sorauren. Los franceses asediados en Pamplona, creyendo que los españoles levantaban el sitio ante la llegada del ejército de Soult, hicieron una salida el mismo día 27 en la que llegaron a tomar algunos cañones y destruyeron algunas de las trincheras de asedio, pero las tropas del conde España pronto restablecieron la posición persiguiendo a los franceses hasta el pie de las murallas.

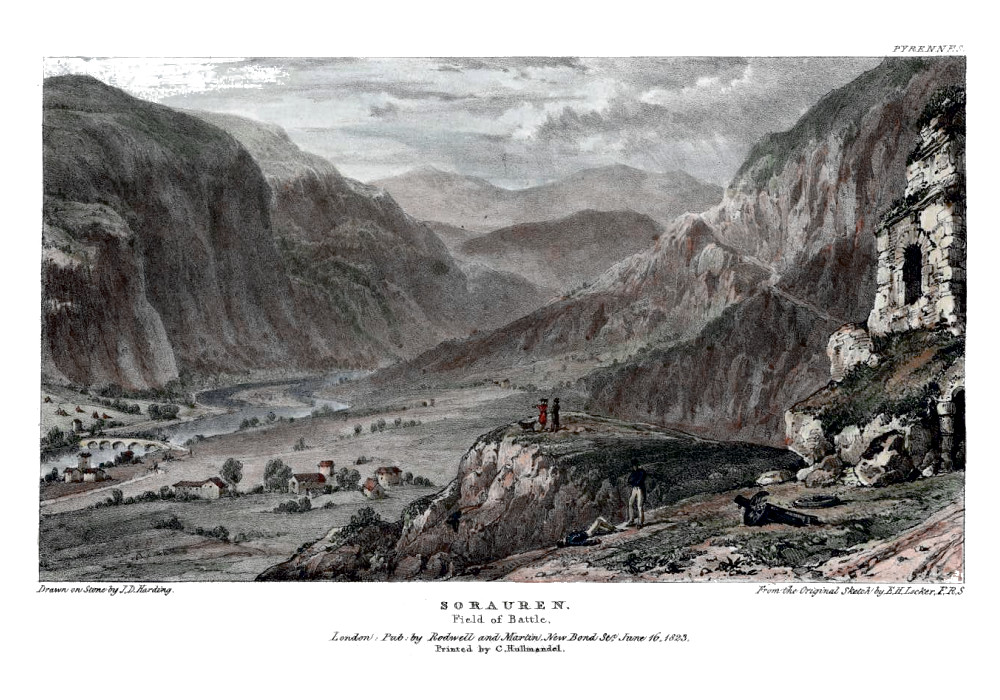
Edward Hawke Locker (1777-1849): Sorauren, lugar de la batalla (1824).

Cuando a la mañana siguiente del día 28 de julio se lanzó el ataque francés, habían llegado refuerzos al ejército aliado de Wellington, lo que elevó su fuerza total a unos 24 000 hombres. La lucha en la cima de la cresta de Oricáin fue amarga y sangrienta, pero los defensores ingleses y portugueses mantuvieron a raya a los atacantes franceses, aprovechando su posición más alta en los declives del terreno. Los franceses atacaban en columna, teniendo que ascender una empinada cuesta. Los aliados los esperaban desplegados en fila ocultos tras la línea del horizonte. Al llegar las columnas francesas, los aliados se adelantaron, dejándose ver, y descargaron su fusilería por frente y flancos haciendo estragos sobre las columnas francesas, logrando mantener la posición pese a que los ataques franceses fueron repetidos. Hacia el mediodía llegó la 6.ª división inglesa y Wellesley la envió a asaltar el flanco derecho francés, hacia Sorauren. Nuevas unidades aliadas fueron llegando y Soult, a las cuatro de la tarde, desistió de intentar nuevos ataques y ordenó la retirada de las tropas francesas a sus posiciones iniciales.
El ejército francés sufrió unas 4000 bajas, mientras que el ejército aliado perdió 1358 británicos, 1102 portugueses y unos 1000 españoles.

## Segunda batalla y acción de Beunza

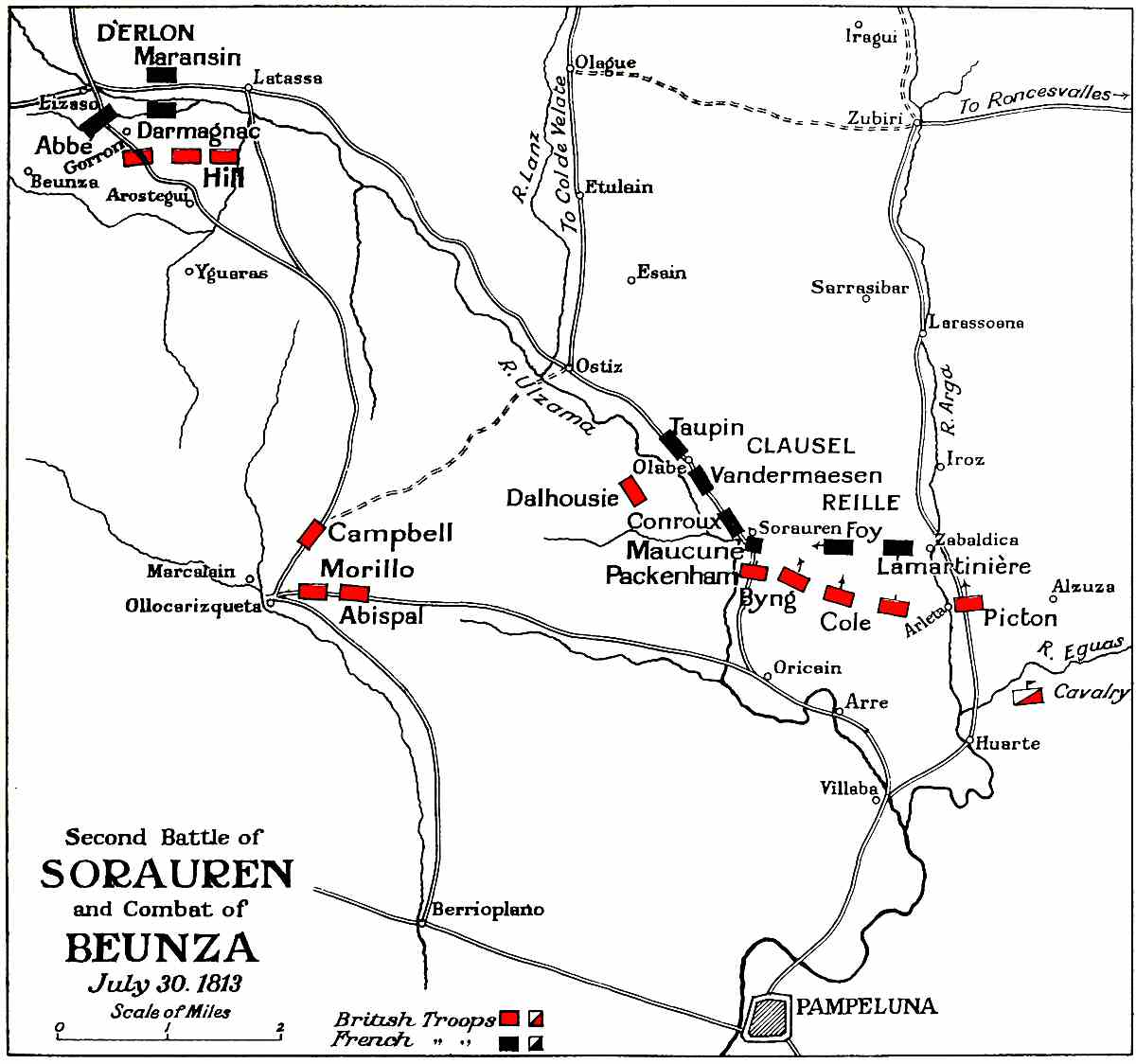
Segunda batalla de Sorauren, y combate paralelo de Beunza, el 30 de julio de 1813.

Visto que el intento de forzar el paso y llegar hasta Pamplona había fracasado, y que las dificultades del terreno eran muchas y las vías de acceso malas, el mariscal Soult decidió aprovechar el dominio que poseía sobre el camino hacia Roncesvalles, y durante la noche empezó a retirar hacia Francia la artillería, los heridos y la impedimenta, que no soportan fácilmente los malos caminos, y parte de la caballería, no muy útil en terreno accidentado.
Sin embargo, aún llegaban a uno y otro ejército unidades alejadas que trataban de concentrarse con el núcleo principal. Las tropas inglesas del general Hill se acercaban a la zona, y las fuerzas francesas del general d’Erlon empezaron a aparecer la mañana del 29. 
Esto hizo cambiar la estrategia del mariscal Soult, y durante la tarde concibió un nuevo plan de campaña especialmente atrevido: puesto que no le era posible levantar el asedio de Pamplona, quizá pudiera ir hacia San Sebastián y levantar el sitio que sufrían allí las fuerzas francesas. En consecuencia, D’Erlon, que ahora era su retaguardia, debía invertir el sentido de su avance y convertirse en su vanguardia para intentar cortar la calzada de Pamplona a Tolosa y hacer que el general Graham, que asediaba San Sebastián, levantara el sitio para evitar verse cortado de la fuerza principal de Wellington.
El resultado de las órdenes de Soult fueron dos acciones separadas en la mañana del día 30: una en Beunza, entre Hill y d’Erlon, y otra en Sorauren y el valle del río Ulzama, entre el núcleo principal de Wellington y las columnas de Clauzel y Reille. En la primera los franceses lograron una victoria táctica de poca importancia estratégica, y en la segunda las divisiones de retaguardia francesas resultaron tan vapuleadas y dispersas que Soult tuvo que olvidar sus ambiciosos planes y huir a Francia lo más rápido posible.

### En Sorauren

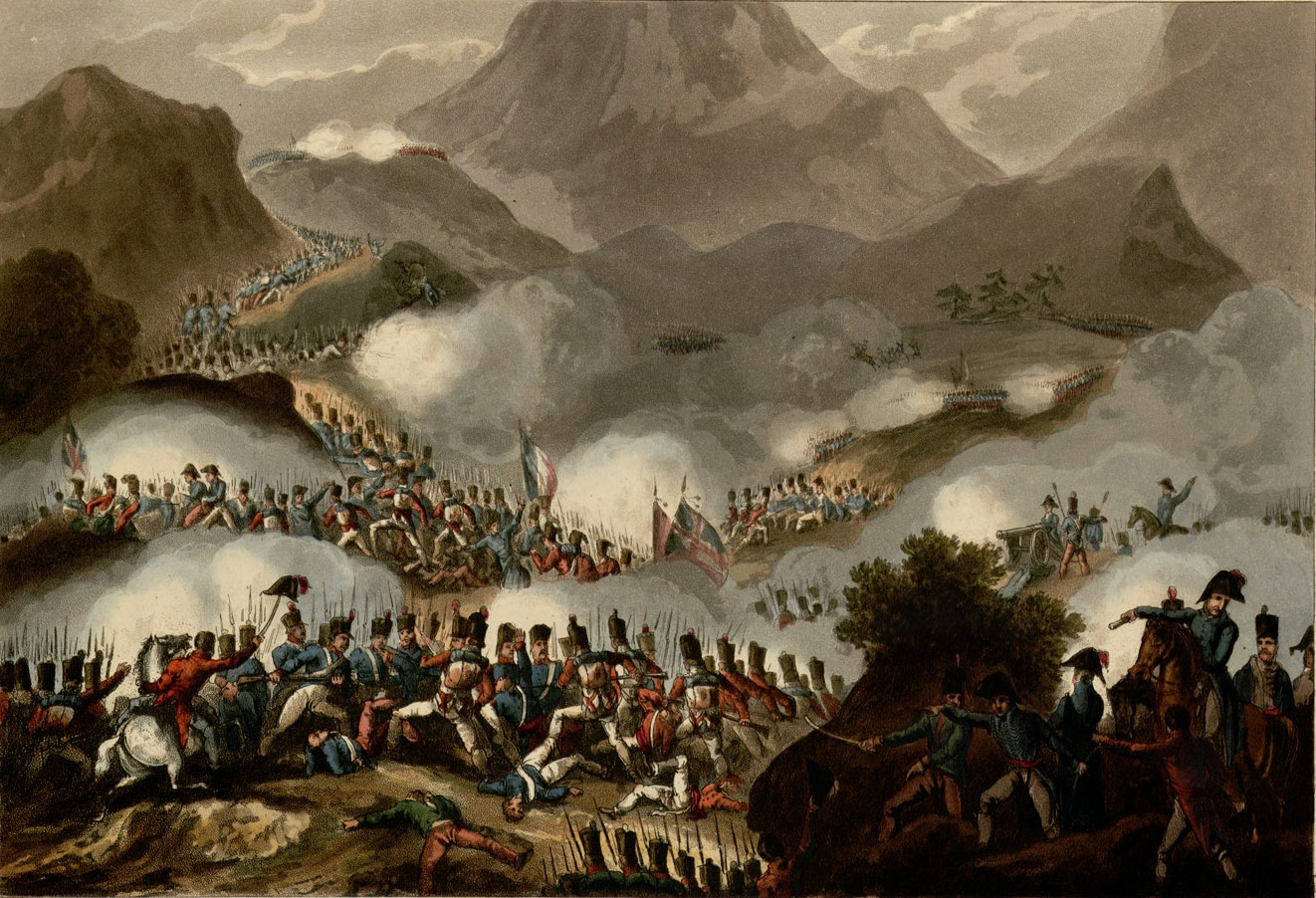

Según las órdenes de Soult, para desplazarse hacia el oeste el grueso de la fuerza francesa posicionada en las colinas en torno a Sorauren tenía que maniobrar delante de la aliada. Este movimiento debía ser hecho de noche y en el mayor de los silencios, algo imposible de lograr en la práctica. Mientras tanto, y también durante la noche, las fuerzas de Wellington habían logrado subir artillería a los puntos elevados y nuevas baterías quedaron establecidas a muy poca distancia de las vaguadas y pasos estrechos por los que tenían que pasar los franceses. La infantería aliada ya estaba en posición una hora antes del alba, y en consecuencia, cuando aparecieron las primeras luces en la mañana del 30 de julio, la batalla se encendió de nuevo.
Wellington, dejando en reserva las tropas que más habían sufrido en la primera batalla, mandó atacar con tropas de refresco el acceso al pueblo de Sorauren y también la salida del mismo por el valle del Ulzama, por el que se tenían que desplazar las tropas francesas. Estas tuvieron que sufrir un fuego de artillería que no esperaban, y luego enfrentarse a la infantería luso-británica no solo en los barrancos y estrechuras de dos días antes sino en nuevas posiciones, guarnecidas por las recién llegadas tropas de que disponía ahora Wellington. Parte de las fuerzas francesas tuvieron que alejarse del fuego artillero escalando las colinas, desorganizándose en el intento. Otras, encargadas de mantener ocupado el pueblo de Sorauren mientras el grueso del ejército no lo hubiera cruzado, tuvieron que sufrir el fuego artillero desde posiciones elevadas y luego un ataque masivo de la infantería. Hubo tropas francesas que se vieron rodeadas y terminaron rindiéndose en bloque, y otras tuvieron lisa y llanamente que escapar como pudieron olvidándose de coordinarse con el resto. Algunas de estas se dirigieron directamente a Francia, sin esperar órdenes. Hacia la una de la tarde todo estaba decidido y la debacle francesa era completa en torno a Sorauren, con las tropas de Reille y Clauzel dispersándose en todas direcciones.
Las bajas británicas fueron 583, mientras que las portuguesas debieron estar en torno a 320. Las francesas son difíciles de estimar, pues los propios generales franceses falseaban sus cifras. Las bajas francesas totales en esta ofensiva de los Pirineos ascendieron a 12 563, por lo que es de presumir que en esta batalla fueron unas 6000.

### En Beunza
Algo más al oeste, en Beunza y Lizaso, el cuerpo francés mandado por el conde d’Erlon se enfrentaba a las divisiones inglesas mandadas por el general Hill, que a causa del mal tiempo no habían logrado concentrarse aún con el grueso de las tropas de Wellington. A primera hora de la mañana, las fuerzas francesas eran superiores a las aliadas (18 000 contra 9000) y Soult presionaba a d’Erlon a que arrinconara a Hill antes de que le llegaran los refuerzos que algunos desertores decían estar en camino. Las fuerzas de Hill se habían posicionado cerca de un bosque en el entorno del pueblo de Gorronz-Olano y allí fueron atacadas por las francesas del general Darmagnac, mientras las del general Abbé trataban de rodearlas por su izquierda, hacia Beunza. Contra todo pronóstico, el centro aliado sostuvo el ataque, y el flanqueo por Beunza fue dificultado por los bosques, que dispersaban excesivamente a las tropas. De todos modos Hill tuvo que recular escalonadamente, rechazando repetidos ataques, hasta que hacia las cuatro de la tarde aparecieron en el horizonte la brigada portuguesa de Campbell y las fuerzas españolas de los generales Morillo y O’Donnell, refuerzos que avanzaban desde Marcaláin y Ollacarizqueta, momento en el que d’Erlon dejó de ordenar ataques.
Las bajas en este combate fueron 157 británicos y unos 900 portugueses, de los cuales 170 fueron hechos prisioneros. Por parte francesa, se estima en 800 las bajas totales.

## Consecuencias
Los días siguientes, del 31 de julio al 3 de agosto, se consumieron en la retirada francesa hacia el sur de Francia, retirada que hizo lenta el abrupto terreno de los valles del Bidasoa y del Baztán. Las fuerzas aliadas trataron de perseguir a las francesas y obstaculizar su marcha, librándose combates menores, especialmente en torno a Donamaría, el 31 de julio, el puente de Yanci, el 1 de agosto, y el puerto de Echalar, el 2 de agosto.
Con su impulso perdido, Soult se retiró a Francia para preparar su defensa contra la esperable ofensiva aliada que, debido a la habitual prudencia de Wellington, no se produjo inmediatamente. En efecto, había que resolver primero los sitios a las plazas fuertes de Pamplona y de San Sebastián, en poder de los franceses. Por otro lado, aún había tropas francesas en España, aunque lejos, en Cataluña, al mando del mariscal Suchet, que había tenido que retirarse de Valencia y Aragón. Y por último, Napoleón había pactado en el escenario centro-europeo, tras la batalla de Bautzen, la tregua o armisticio de Pläswitz con sus enemigos de la sexta coalición, y Wellington temía que esa tregua dejara las manos libres al emperador francés para mandar refuerzos urgentes a Soult, de modo que pudiera organizar mejor su defensa contra una invasión aliada, o incluso acometer una nueva incursión contra la Península a través de los Pirineos.
La esperada invasión de Francia por las fuerzas aliadas se produjo al fin el 7 de octubre de 1813, cuando las tropas de Wellington cruzan el río Bidasoa y se adentran en el suroeste francés.